# Lepanthopsis comet-halleyi
Lepanthopsis comet-halleyi é uma espécie de orquídea (Orchidaceae) originária da Costa Rica e Guatemala.